# 費里頓

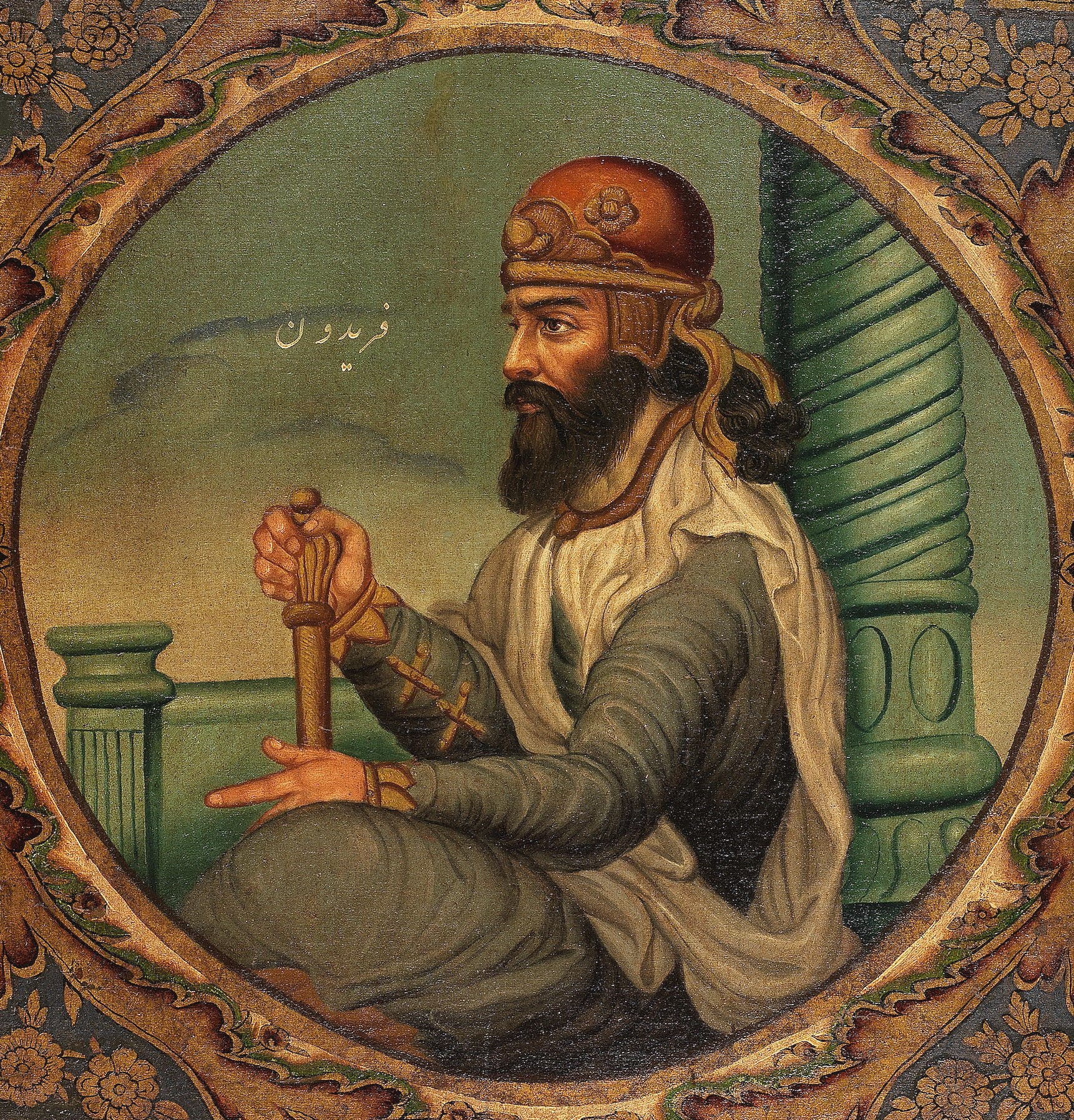
費里頓

費里頓（羅馬化：Θraētaona，羅馬化：Frēdōn，羅馬化：Fereydun）是波斯史詩《王書》中登場的善王。

## 王書
《王書》中，費里頓由母牛比爾馬耶養育，後以其頭部為模，做成牛頭矛，打敗蛇王查哈克，囚禁在山洞中，結束其一千年的統治，以善政統治五百年。

## 脚注
1. ↑  《波斯神話故事》，作者：岡田惠美子

## 關連項目
- 波斯神話